# Tanderuption

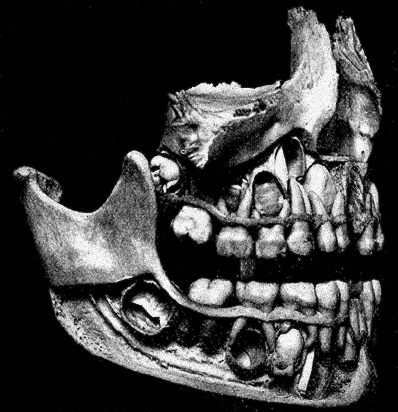
Lateral bild av käkarna från en 7-årig person efter avlägsnandet av benvävnaden som täcker käkarnas laterala ytor. Bilden visar plats, form och storlek på primära tänder och några permanenta tänder.

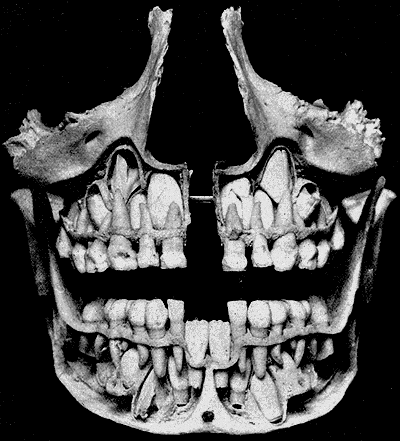
Frontal bild på samma käkar ovan.

Tanderuption är processen i tandutvecklingen där tänderna träder in i munhålan och blir synliga. Det anses idag att periodontala ligament spelar en viktig roll i eruptionen. Primära tänder framväxer i åldern från ca 6 månader till 2 år. Dessa tänder är de enda upp till cirka 6 års ålder. Vid denna tidpunkt framtränger den första permanenta tanden och inleder därmed en period med såväl primära som permanenta tänder. Detta skede, kallat blandningsskedet, varar tills den sista primära tanden lossnat. Därefter framväxer återstoden av de permanenta tänderna.